# Spirit (album Ur)
Spirit – drugi album zespołu Ur, wydany w 2007 roku nakładem LUNA Music.

## Lista utworów
1. „Kryzys wieku średniego”
2. „Psycho-mur”
3. „Pejzaż miejski”
4. „Tryptyk żulerski cz. I”
5. „PISaUR”
6. „Harfa rur”
7. „Człowieku…”
8. „Tryptyk żulerski cz. III”
9. „Salsa Peru”
10. „Tryptyk żulerski cz. II”
11. „Popsuty psalm”
12. „Cela”
13. „Samotność ścisła”
14. „Fucking Story”

## Muzycy
- Jakub Jabłoński – perkusja
- Michał Kwiatkowski – gitara, śpiew
- Paweł Nazimek – gitara basowa, śpiew

gościnnie
- Adam Burzyński – gitara (2, 10)
- Tomasz Glazik	– saksofon (4, 6)
- Romuald Kunikowski – Hammond (10)